# Жилой дом компании «Агрикола»
Жилой дом компании «Агрикола» — четырёхэтажное здание в центре города Выборга. Расположенный на углу улиц Морской Набережной и Пушкина многоквартирный дом в стиле северный модерн включён в перечень памятников архитектуры.

## История
В конце XIX века, после того, как в соответствии с разработанным в 1861 году выборгским губернским землемером Б. О. Нюмальмом планом были снесены устаревшие укрепления Рогатой крепости, образовалась обширная Школьно-спортивная площадь, и перед архитекторами была поставлена задача застройки обрамлявших её улиц. В конце нынешней улицы Пушкина, первоначально названной в честь лютеранского епископа Микаэля Агриколы, было возведено грандиозное здание собора, перед которым находился памятник Микаэлю Агриколе. И акционерное общество, приобретшее угловой участок в самом начале улицы, также получило название «Агрикола».
По заказу акционерного общества архитектором А. Шульманом в 1902 году был разработан проект четырёхэтажного жилого дома с мансардами. Построенное в 1904 году здание, признанное одной из лучших работ архитектора, относится исследователями к числу ярких образцов архитектуры модерна. Оно выделяется массивными угловыми прямоугольными эркерами и выразительным щипцом центральной части фасада, обращённого к площади. Умело использованными приёмами модерна стали разнообразие форм оконных проёмов с мелким переплётом в сочетании с различными способами отделки фасадов главного корпуса фактурной штукатуркой. В частности, мелкий переплёт окон первого этажа расположен снизу. Оригинально оформлены и лестничные площадки со своеобразным изгибом оконных проёмов.
В 1903 году в том же стиле северного модерна была спроектирована дворовая постройка — трёхэтажный флигель с грибообразной кровлей, венчающей лестничную башню с балконом и парадным входом. В нём размещались такие служебные помещения, как дворницкая, прачечная и кухня. На каждом этаже располагалось по одной квартире с ванной комнатой, спальней, гостиной и большой кухней.
В ходе ремонта с перепланировкой после советско-финских войн (1939—1944) жилой дом лишился части декора. Так, был заштукатурен узор, украшавший верхний этаж под кровлей. Однако выразительный силуэт здания остаётся неизменным благодаря сохранению высокой формы крыши с треугольными фронтонами.

## Изображения

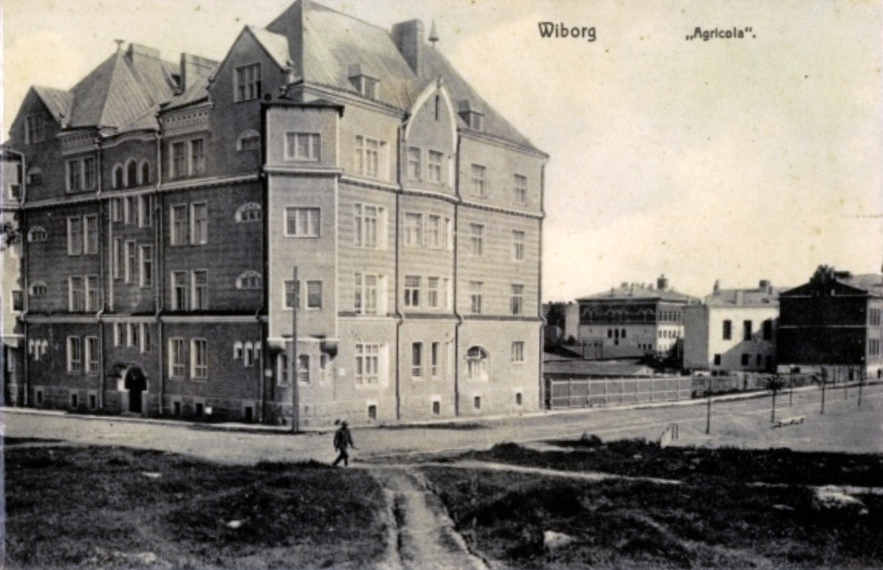
Дом на дореволюционной открытке
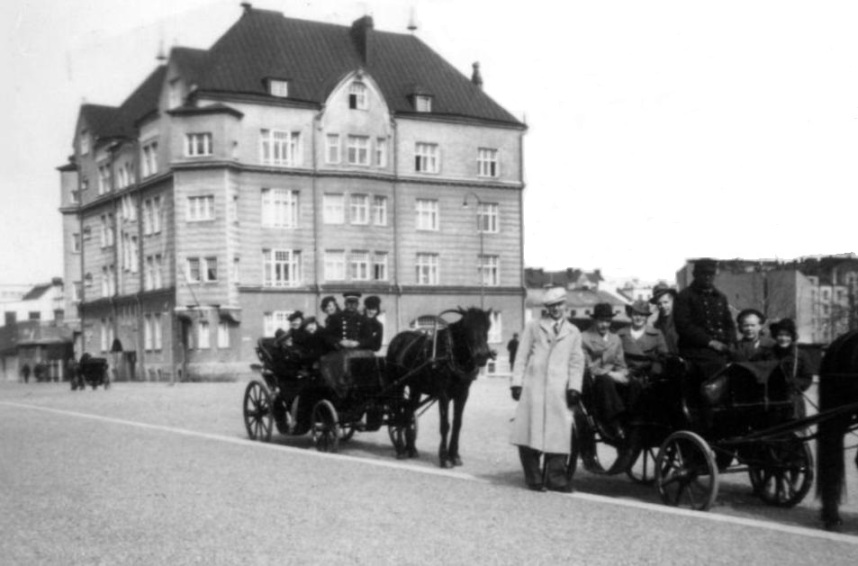
Дом на дореволюционной фотографии
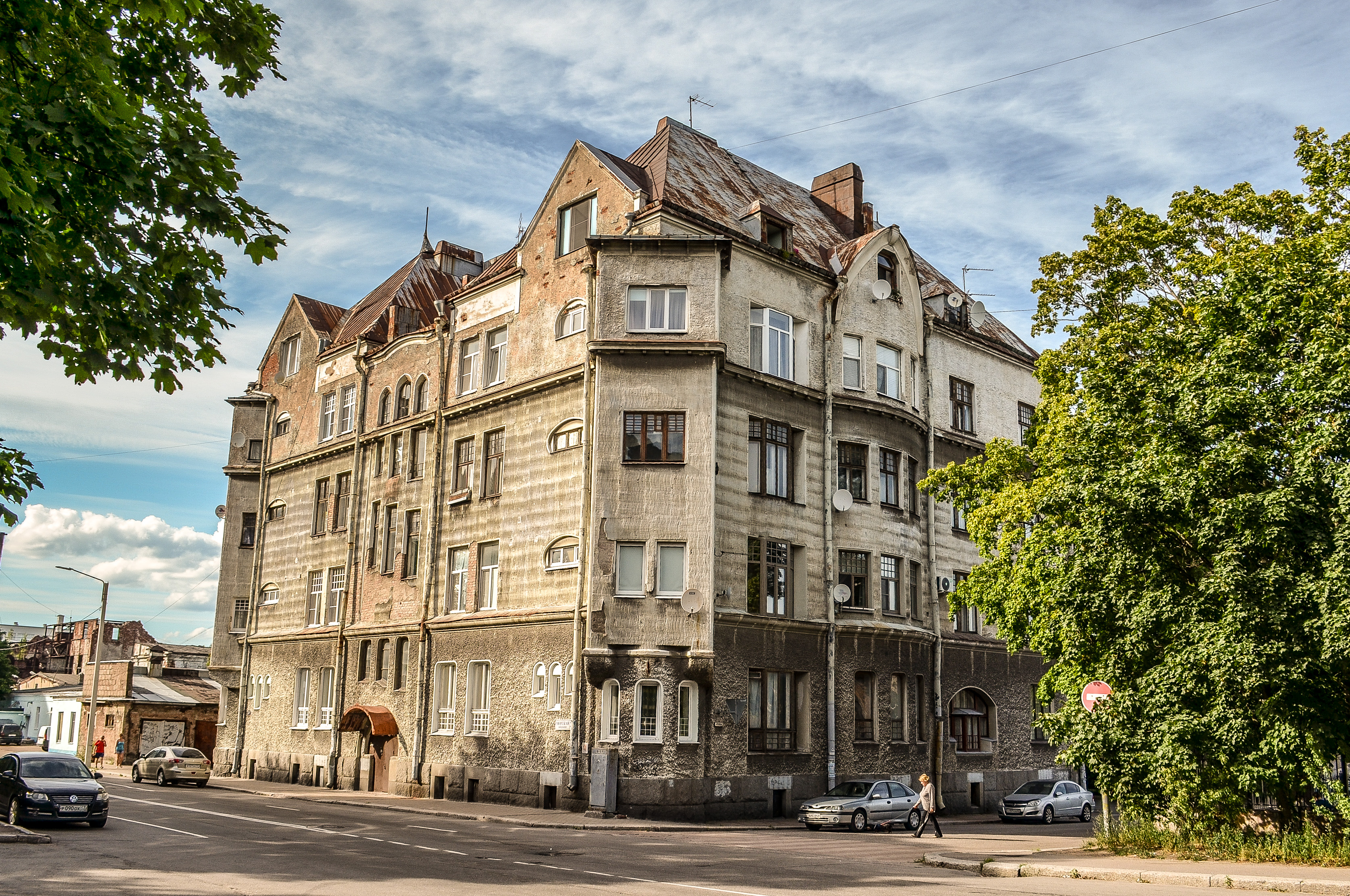
Дом в 2020 году
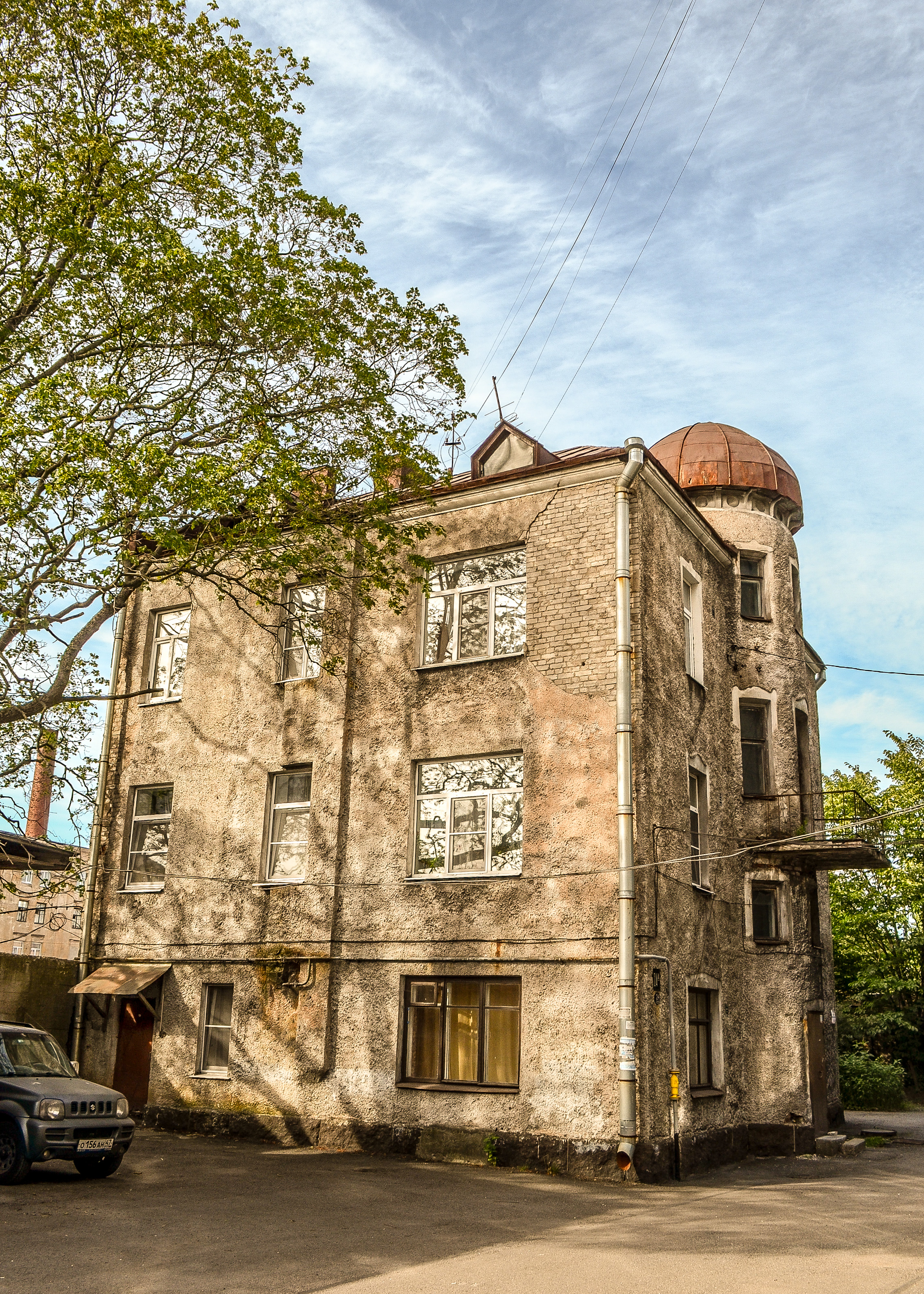
Флигель в 2020 году